# Анів'є
Анів'є (фр. Anniviers) — громада  в Швейцарії в кантоні Вале, округ Сьєр.

## Географія
Громада розташована на відстані близько 90 км на південь від Берна, 19 км на схід від Сьйона.
Анів'є має площу 243,4 км², з яких на 1,8% дозволяється будівництво (житлове та будівництво доріг), 22,7% використовуються в сільськогосподарських цілях, 20,3% зайнято лісами, 55,2% не є продуктивними (річки, льодовики або гори).

## Демографія
2019 року в громаді мешкало 2717 осіб (+3,8% порівняно з 2010 роком), іноземців було 18,7%. Густота населення становила 11 осіб/км².
За віковим діапазоном населення розподілялося таким чином: 17,9% — особи молодші 20 років, 57,6% — особи у віці 20—64 років, 24,5% — особи у віці 65 років та старші. Було 1325 помешкань (у середньому 2 особи в помешканні).
Із загальної кількості 1515 працюючих 113 було зайнятих в первинному секторі, 256 — в обробній промисловості, 1146 — в галузі послуг.